# Stazione di Futsukaichi
La stazione di Futsukaichi (二日市駅?, Futsukaichi-eki) è una stazione ferroviaria della città di Chikushino della prefettura di Fukuoka, in Giappone. La stazione è servita dalla linea principale Kagoshima della JR Kyushu, e fermano tutti i tipi di treno, inclusi alcuni espressi limitati.

## Linee e servizi ferroviari
JR Kyushu
■ Linea principale Kagoshima

## Struttura
La stazione è dotata di due banchine a isola con quattro binari passanti in superficie. Il collegamento fra esse e il fabbricato è garantito da un sovrappassaggio con ascensori e scale mobili, e sono presenti altresì servizi igienici e biglietteria presenziata.
| 1   | ■ Linea principale Kagoshima                 | per Tosu, Kurume, Ōmuta, Nagasu e Kumamoto             |
| 1   | □ Espr. lim Kamome, Midori, e Huis Ten Bosch | per Shin-Tosu, Saga, Nagasaki, Sasebo e Huis Ten Bosch |
| 1   | □ Espr. lim Yufu e Yufuin no mori,           | per Hita, Yufuin e Ōita                                |
| 2   | ■ Linea principale Kagoshima                 | per Tosu, Kurume e Ōmuta                               |
| 2   | ■ Linea principale Kagoshima                 | per Hakata, Akama, Orio e Kokura                       |
| 3-4 | ■ Linea principale Kagoshima                 | per Hakata, Akama, Orio e Kokura                       |

## Stazioni adiacenti
- Fermano anche la maggior parte dei treni espressi limitati che collegano Fukuoka col resto dell'isola verso sud. La stazione precedente in direzione nord è Hakata, mentre verso sud è Tosu.

| «                          | Servizio                   | »                          |
| Linea principale Kagoshima | Linea principale Kagoshima | Linea principale Kagoshima |
| -------------------------- | -------------------------- | -------------------------- |
| Tofurōminami               | Locale                     | Tenpaizan                  |
| Ōnojō                      | Semirapido1                | Haruda                     |
| Ōnojō                      | Rapido                     | Haruda                     |